# Головков (хутор)
Головков — хутор в Белореченском районе Краснодарского края России. Входит в состав Рязанского сельского поселения.

## География
Расположен в 7 км от центра поселения и в 36 км от районного центра.

## Население
| 2002 | 2010 |
| ---- | ---- |
| 37   | ↘34  |

## Улицы
- ул. Первомайская[5]